# グンナル・リンドストローム
グンナル・リンドストローム（スウェーデン語: Nils Gunnar Lindström, 1896年2月11日 - 1951年10月6日）は、スウェーデンの元陸上競技選手である。彼は、1924年に開催された1924年パリオリンピックのやり投で銀メダルを獲得した。

## 経歴
リンドストロームは1920年アントワープオリンピックから1928年アムステルダムオリンピックまで連続3回、やり投のスウェーデン代表に選ばれている。
アントワープオリンピックのやり投は、12の国から25人の選手が出場して8月15日に予選と決勝が行われた。決勝には予選の上位10名が進むことになっていた。リンドストロームは60メートル52センチを投げて、予選を4番目の成績で通過した。同日の決勝には、フィンランド4人、スウェーデン3人、アメリカ2人、エストニア1人の10選手が進出した。決勝では1位のヨニ・ミューラと2位のウルホ・ペルトネンがオリンピック新記録を更新したのを始めとして4位までをフィンランド代表が占め、他国の選手を圧倒した。ミューラはウォームアップ中にアメリカ選手の投げたやりで肩を打撲したにもかかわらず65メートル78センチを投げ、2位のペルトネンに2メートル以上の差をつけて金メダルを獲得した。リンドストロームは記録を伸ばすことができずに6位にとどまった。
次のパリオリンピックのやり投は、15の国から29人の選手が出場して7月6日に予選と決勝が行われた。選手たちは2つの組に分かれて予選を競い、上位6名が決勝に進むことになっていた。リンドストロームは予選1組でミューラを押さえて60メートル81の記録で1位となり、同日の決勝に勝ち残った。決勝には予選1組から4人、2組から2人の合計6人（スウェーデン、アメリカ、フィンランドから2名ずつ）が出場した。決勝でリンドストロームは記録を伸ばせず、ミューラが自己の持つ世界記録（66メートル10センチ）には遠く及ばないものの62メートル96センチを投げて逆転し、オリンピック連覇を果たし、リンドストロームは銀メダルとなった。
リンドストロームにとって最後のオリンピックとなったアムステルダムオリンピックのやり投は、18の国から28人の選手が出場して8月2日に実施された。選手たちは4つの組に分かれて予選を競い、上位の6名のみが決勝に進むことになっていた。リンドストロームは58メートル69センチの記録で予選2組の4位となり、全体では14位の成績となって予選通過は果たせなかった。
リンドストロームはパリオリンピック終了後、同年10月12日に故郷のエークショーで開催された競技会で66.62メートルを投げてミューラの保持していた世界記録を破った。彼の実弟（en:Elof Lindström、1897年12月17日 - 1988年11月29日）もやり投の選手で、アントワープオリンピックで13位の成績を残している。リンドストロームは1951年10月6日に故郷エークショーで死去し、その地の教会に埋葬された。